# Ceilalți (Lost)
Ceilalți (în engleză The Others) sunt misterioșii locuitori  băștinași ai insulei din serialul de televiziune american Lost.
Originea și scopurile lor sunt în prezent neclare. S-au remarcat prin faptul că nu lasă urme atunci când merg și prin forța lor fizică superioară. Apariția lor e adesea precedată de șoapte misteriaose sau fum negru. Sunt conduși de Benjamin Linus, un fost membru al Inițiativei Dharma, dar acesta, la rândul lui, răspunde lui Jacob. Originea și scopurile lor sunt în prezent neclare.

## Răpiri
Ceilalți s-au făcut remarcați prin răpirile pe care le-au efectuat în tabăra naufragiaților. După prăbușirea avionului, au trimis doi spioni, Ethan și Goodwin, în fiecare din taberele naufragiaților, pentru a face liste. Din tabăra celor din coada avionuliui, ceilalți au răpit 12 oameni, în 2 nopți, iar din tabăra lui Jack, pe Claire și, mai târziu, pe Walt. I-au răpit ulterior și pe Jack, Kate și Sawyer, ducându-i pe insula Hydra.